# Oberach (Antiesen)
Die Oberach ist einer der beiden Quellflüsse des Rieder Bachs, des Stadtflusses von Ried im Innkreis (Innviertel), Oberösterreich. Sie wird aber, weil dieser nur etwa 2½ Kilometer lang ist, im Allgemeinen als Nebenfluss der Antiesen genannt, deren zweitgrößter Zubringer sie ist.

## Lauf und Landschaft
Die Oberach entspringt an der nördlichen Flanke des Guggenbergs (697 m ü. A.) im Gemeindegebiet von Pramet, oberhalb der Ortschaft Altsommerau an den nördlichen Ausläufern des Hausrucks, auf etwa 620 m ü. A., nahe der Grenze zur Gemeinde Frankenburg am Hausruck (Bezirk Vöcklabruck). Sie fließt nordwärts, passiert die rechtsliegenden Orte Pattigham und Neuhofen im Innkreis, und vereinigt sich nach 18 km Lauf nördlich der Rieder Altstadt mit der Breitsach (von Eberschwang) auf 427 m Seehöhe zum Rieder Bach, der nach kurzem Lauf nördlich von Ried in die Antiesen mündet.
Mit 44 Quadratkilometer ist die Oberach nach der Osternach der größte Zubringer der Antiesen (den Rieder Bach vernachlässigt) und entwässert die Kernzone des Hausrucks zwischen Pattighamer Hochkuchl (656 m ü. A.), Pramet und Schildorn. Östlich davon entwässert die Antiesen, westlich die Waldzeller Ache.
Wichtigste Nebenbäche sind der Kronawittbach links im Gemeindegebiet Schildorn (7,3 km2) und der Windischhuber Bach (5 km2), der rechts vom Prameter Badesee über Großpiesenham und Pramet kommt. Weitere Bäche sind Haupingbach, Ponneredter Bach (links) und der Baumbach (rechts) im Gemeindegebiet Neuhofen.
Die Frankenburger Landesstraße (L 509) Vöcklamarkt–Ried folgt nach dem Hausruckübergang der Oberach.

## Hydrologie und Verbauung
Die Oberach ist nur im Oberlauf, bis oberhalb Pramet, naturbelassen und mäandert dort. Der Rest ist in mäßigem bis sehr schlechtem Zustand, durchgehend reguliert, es sind 98 Querbauwerke erfasst (durchschnittliche freie Fließstrecke von 130 m), im Stadtgebiet Ried ist sie massiv verbaut. Sie ist im Mittellauf von sehr vielen lokalen, „teils offenbar mehrere Jahrzehnte alte, teils aber auch frische“ Bauschuttablagerungen belastet, bei Pramet auch als „Müll- und Unratdeponie“ genutzt. Trotzdem weisen sowohl im Mittellauf wie auch im Gebiet Ried etliche Abschnitte gutes Renaturierungspotential auf.
Außerdem ist sie durch den trockenliegenden unteren Rieder Bach vom Biosystem der in verhältnismäßig gutem Zustande befindenden Antiesen isoliert.